# Dina (Bibeln)
Dina var den bibliske patriarken Jakobs dotter. Hennes mor var Lea. Hon blev våldtagen av hivén Shekem som sedan ville gifta sig med henne. Men Dinas bröder Simeon och Levi hämnades på hivéerna för våldtäkten genom att döda alla av mankön bland Shekems folk.
Flavius Josefus som levde under det första århundradet berättar om Dina i sitt verk Ioudaike archaiologia. Hans beskrivning av händelseförloppet skiljer sig betydligt från Bibelns berättelse. Josefus berättar bland annat att de två bröderna dödar männen när de var druckna under en högtid.